# Нейхоф, Мартинус
Мартинус Нейхоф (нидерл. Martinus Nijhoff, 20 апреля 1894 года, Гаага — 26 января 1953 года, там же) — нидерландский писатель, сын известного издателя и книготорговца.

## Биография
Окончил университет в Утрехте. В период фашистской оккупации Нидерландов (1940—1945) участвовал в Сопротивлении.

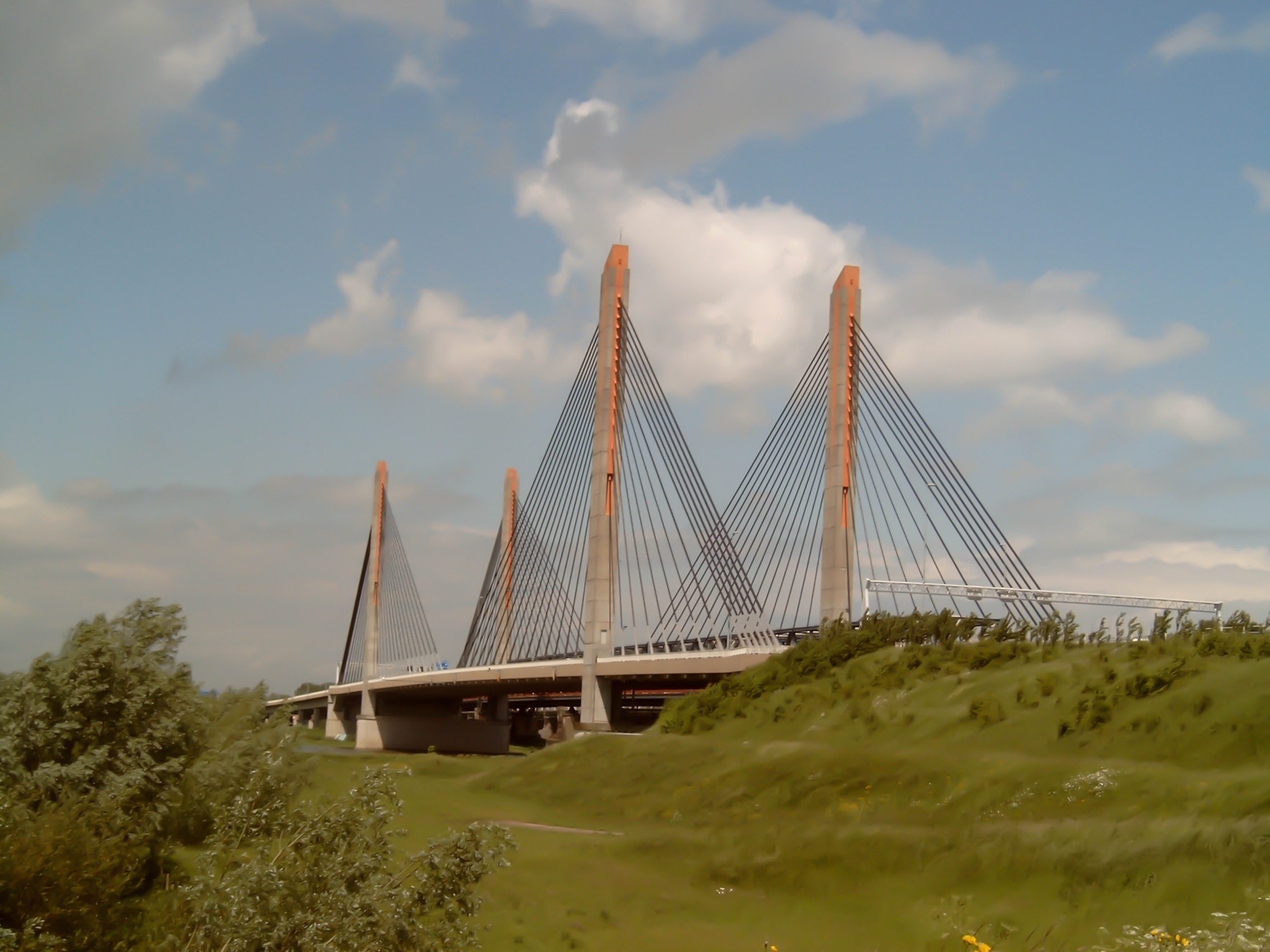
Мост Нейхофа на реке Вал

## Творчество
Начинал как последователь символизма (сб. стихов «Странник», 1916; «Формы», 1924), в дальнейшем испытал влияние сюрреалистской поэтики («Новые стихи», 1934). Поэма «Аватер» (1934) — новаторский опыт деиндивидуализированной, лирики, её погруженный в повседневность герой, в духе старинных нидерландских моралите, — «неважно кто, некий ближний, олицетворяющий множество» (Нейхоф, из лекции «О собственном творчестве», 1935). Нейхоф — автор нескольких драм — «Звезда Вифлеема» (1941), «День Господень» (1950). Переводил Еврипида, Шекспира, Ш. Ф. Рамю, А. Жида, Т. С. Элиота.
С 1955 года в Нидерландах присуждается Переводческая премия Мартинуса Нейхофа.

### Избранные произведения
- De wandelaar (1916)
- Pierrot aan de lantaarn (1919, поэма)
- Vormen (1924)
- De pen op papier (1927)
- De vliegende Hollander (1930)
- Gedachten op Dinsdag (1931, эссе о литературе)
- Awater (1934, поэма)
- Het uur U (1936, поэма)
- De ster van Bethlehem (1941, драма)
- Een idylle (1942)
- Het heilige hout (переводы)

Сводные издания
- Verzameld werk. Dl. 1-3. Den Haag; Amsterdam, 1954—1961.
- Verzamelde gedichten. Amsterdam: Bert Bakker, 2001.

Публикации на русском языке
- Из современной нидерландской поэзии. — М.: Прогресс, 1977. — С. 11—36.
- Западноевропейская поэзия XX века. — М.: Художественная литература, 1977. — С. 437—438.
- Стихи // Звезда. — 1997. — № 1. — С. 193.
- Ни свет ни заря // Арион. — 1999. — № 1.
- Время «Ч»: Поэма. О собственном творчестве: Лекция // Звезда. — 2002. — № 2. — С. 110—129.
- Перо на бумаге: Стихотворения, поэмы, проза / Пер. с голл. Кейса Верхейла, Ирины Михайловой и Алексея Пурина. — СПб.: Филол. фак-т СПбГУ, 2003.
- Стихи // Зарубежные записки. — 2007. — № 9.